# Daily Kos
Daily Kos, транскрипция «дэйли коуз» (в переводе с англ. — «ежедневные заботы») — американская блог-платформа, ориентированная на демократическую аудиторию. Сообщество состоит из 250 000 зарегистрированных аккаунтов и привлекает 2 млн уникальных посетителей ежемесячно. Среди авторов портала — бывший президент США Джимми Картер, Барак Обама и Нэнси Пелоси. Ресурс основан Маркусом Мулитсасем в 2002 году.

## История
В течение первого года своего существования блог-платформа привлекла 1,6 млн уникальных посетителей, которые просмотрели 3 млн страниц. В 2014 количество визитеров увеличилось в 4 раза, а показатель прочтения — почти в 5,5. В 2004 основатель сайта провозгласил основной идеей — победу демократов на выборах. Тогда же портал собрал 500 000 долларов для кандидатов от дем партии, которые нуждались в средствах для своих кампаний. Через два года подобный краудфандинг собрал уже втрое больше средств. В январе 2019 года ресурс провел акцию по сбору средств для покупки цветов Нэнси Пелоси — спикера Палаты представителей Конгресса США. В течение полутора часов было собрано достаточное количество денег для покупки 10000 роз. Остальные средства, которые поступили во время акции, пошли в Национальный военно-медицинский центр Уолтера Рида.

## Структура и показатели сайта
Создатель портала и ряд избранных авторов пишут для главной страницы ежедневно. Остальные авторы имеют лимит на написание 2 сообщений в день. Их заголовки отображаются в обратном хронологическом порядке в правом столбце. Проверенные участники имеют привилегию находиться там дольше остальных. Лента на главной странице часто подразделяется на четыре подкатегории: работа, карикатуры, выборную и экономическую. В 2004 был запущен проект dKosopedia — политический аналог Википедии. В 2015 году он содержал 14300 статей. В 2006 пользователями ресурса был организован Yearly Kos — съезд политических блоггеров и активистов левого крыла американской политики. Первая встреча прошла в Лас-Вегасе, а вторая в Чикаго. В 2008 мероприятие было переименовано в Netroots Nation и стало главным оффлайн событием для левых. В том же году ресурс провел наибольшее количество опросов среди всех новостных ресурсов — 155 раз.

## Собственники и руководство
Основал платформу Маркус Мулитсас Зунига. С 1989 по 1992 он служил в армии США в ракетных войсках. На службу он пришёл будучи республиканцем. С 1992 по 1996 он учился в Университете Иллинойса, где получил две степени бакалавра — первую по философии, журналистике и политическим наукам, а вторую — по германистике. Позднее Маркус получил докторскую степень в Бостонском университете, где проходил обучение с 92 по 96 года. Окончив учёбу он работал в студии веб разработки в Сан-Франциско вплоть до 2002, когда был основан Daily Kos. Также он был одним из создателей новостного сайт а voxmedia.com. У Маркуса Мулиутсуса есть хобби — игра на пианино. Воспитывает сына и дочь. Является автором нескольких книг.
Владеет платформой компания Kos Media Inc. Ей также принадлежит сайт, который занимается замерами общественного мнения и настроений граждан civiqs.com.
Президент Kos Media — Уилиам Рокафелоу.